# Ruda (tätort)
Ruda är en tätort i Högsby kommun i Kalmar län.

## Historia
Orten hette från början Kroken men döptes om till Ruda efter Ruda herrgård i samband med tillkomsten av järnvägen Kalmar–Berga Järnväg mellan Kalmar och Berga 1895–1897, då stationshuset byggdes på mark som avsöndrats från Ruda herrgård. Mellan 1923 och 1963 var Ruda även järnvägsknut på Östra Smålands Järnväg Oskarshamn - Ruda - Älghult .
I Ruda fanns tidigare ett större sågverk och en antenntillverkare (Antel) samt Ruda glasbruk. I Ruda finns numera även husbåtar till uthyrning med tillhörande uppvärmd badtunna i kallvattnet. 
Alla industrierna är numera nedlagda .
Ruda är beläget i Högsby socken och Långemåla socken och ingick efter kommunreformen 1862 i Högsby landskommun och Långemåla landskommun. I dessa inrättades för orten 24 september 1948 Ruda municipalsamhälle som från 1952 liksom orten enbart låg i Högsby landskommun där municipalsamhället upplöstes 31 december 1959. Orten ingår sedan 1971 i Högsby kommun.

### Befolkningsutveckling
| Befolkningsutvecklingen i Ruda (tätort) 1960–2020 | Befolkningsutvecklingen i Ruda (tätort) 1960–2020 | Befolkningsutvecklingen i Ruda (tätort) 1960–2020 | Befolkningsutvecklingen i Ruda (tätort) 1960–2020 | Befolkningsutvecklingen i Ruda (tätort) 1960–2020 |
| ------------------------------------------------- | ------------------------------------------------- | ------------------------------------------------- | ------------------------------------------------- | ------------------------------------------------- |
|                                                   |                                                   |                                                   |                                                   |                                                   |
| År                                                |                                                   |                                                   | Folkmängd                                         | Areal (ha)                                        |
| 1960                                              | 1960                                              |                                                   | 776                                               |                                                   |
| 1965                                              | 1965                                              |                                                   | 838                                               |                                                   |
| 1970                                              | 1970                                              |                                                   | 855                                               |                                                   |
| 1975                                              | 1975                                              |                                                   | 795                                               |                                                   |
| 1980                                              | 1980                                              |                                                   | 807                                               |                                                   |
| 1990                                              | 1990                                              |                                                   | 767                                               | 121                                               |
| 1995                                              | 1995                                              |                                                   | 787                                               | 123                                               |
| 2000                                              | 2000                                              |                                                   | 705                                               | 120                                               |
| 2005                                              | 2005                                              |                                                   | 608                                               | 120                                               |
| 2010                                              | 2010                                              |                                                   | 613                                               | 120                                               |
| 2015                                              | 2015                                              |                                                   | 652                                               | 127                                               |
| 2020                                              | 2020                                              |                                                   | 612                                               | 128                                               |
|                                                   |                                                   |                                                   |                                                   |                                                   |